# Lecania caeruleorubella
Lecania caeruleorubella är en lavart som först beskrevs av William A. Mudd och som fick sitt nu gällande namn av Michaela Mayrhofer. 
Lecania caeruleorubella ingår i släktet Lecania och familjen Ramalinaceae. Arten är reproducerande i Sverige.